# نبرد واسیلکیف
نبرد واسیلکیف یک درگیری جنگی بین فدراسیون روسیه و اوکراین در ۲۶ فوریه ۲۰۲۲ در جریان تهاجم روسیه به اوکراین در سال ۲۰۲۲ بود.

## نبرد

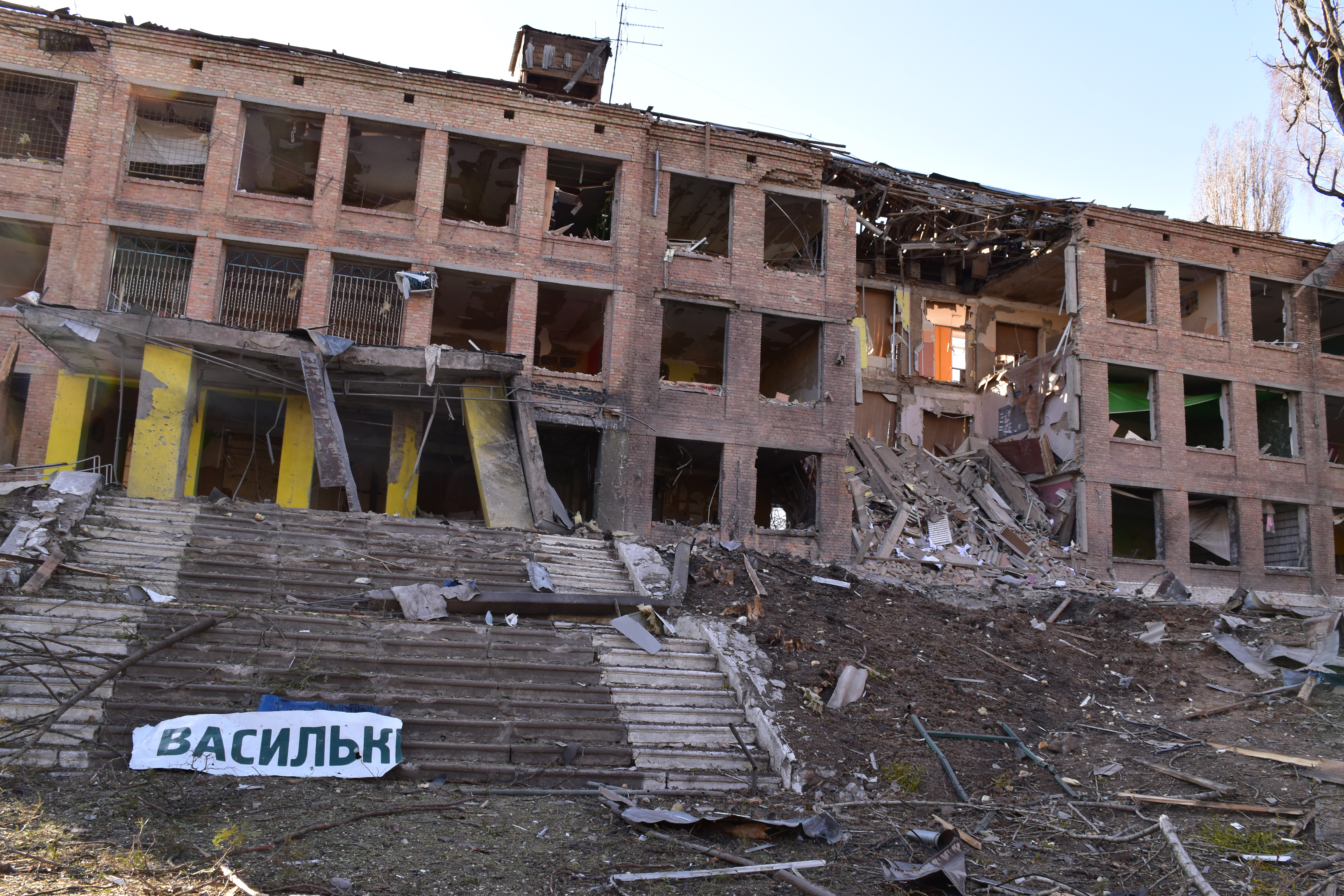
ساختمان های ویران شده در استان کیف

در اوایل پگاه روز ۲۶ فوریه، چتربازان نیروی هوابرد روسیه شروع به فرود در نزدیکی شهر واسیلکیف، در ۴۰ کیلومتر (۲۵ مایل) جنوب کیف برای ایمن‌سازی پایگاه هوایی واسیلکیف کردند. درگیری شدید بین چتربازان روسی و مدافعان اوکراینی در این شهر رخ داد.
به گفته مقامات آمریکایی و اوکراینی، در ساعت ۰۱:۳۰، یک فروند جنگنده سوخو ۲۷ اوکراینی یک فروند ایلوشین ایل-۷۶ روسی حامل چتربازان را سرنگون کرد. در ساعت ۰۳:۲۰ دومین Il-76 بر فراز شهر نزدیک بیلا تسرکوا سرنگون شد.
ناتالیا بالاسینوویچ، شهردار واسیلکیف، گفت که بیش از ۲۰۰ اوکراینی در این درگیری زخمی شدند. او بعداً ادعا کرد که نیروهای اوکراینی با آرام شدن اوضاع در شهر، حمله چتربازان روسی به پایگاه هوایی نظامی نزدیک شهر و خیابان مرکزی را دفع کردند. وال استریت ژورنال گزارش داد که نیروهای اوکراینی صبح در شهر به گشت زنی پرداختند و در جستجوی سرگردانان روسی بودند.
در اوایل صبح روز ۲۷ فوریه، یک موشک روسی به یک انبار نفت در واسیلکیف اصابت کرد و آن را به آتش کشید.